# Augustus Addison Gould

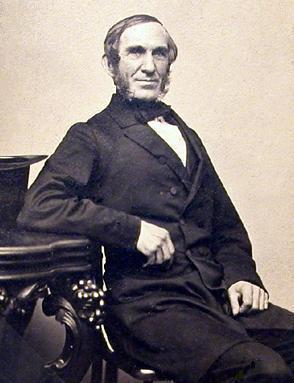
Augustus Addison Gould, foto de 1862

Augustus Addison Gould (23 de abril de 1805, New Ipswich, Nuevo Hampshire – 15 de septiembre de 1866, Boston) fue un conquiliólogo y malacólogo.

## Biografía
Era aborigen de New Ipswich, Nuevo Hampshire, siendo hijo de un músico y maestro Nathaniel Duren Gould (1781-1864) que se destacó por su caligrafía.

### Médico
En 1825, se graduó en Harvard College, y obtuvo su grado de doctorado de medicina, en 1830. Se estableció en Boston, se dedicó a la práctica de la medicina, y, finalmente, se elevó a un rango de alto nivel profesional y de posición social.
Fue presidente de la Massachusetts Medical Society, y fue empleado en la edición de estadísticas vitales del Estado. En 1855 pronunció el discurso anual en la "Massachusetts Medical Society", bajo el título “Search out the Secrets of Nature (Investigando los secretos de la Naturaleza).” Fue su presidente desde 1864 hasta su deceso. En 1856, obtuvo el cargo de médico visitante del Massachusetts General Hospital.

### Naturalista
Como conquiliólogo tuvo reputación mundial, siendo uno de los pioneros de la ciencia en Estados Unidos. Sus escritos llenaron muchas páginas de las publicaciones de la Boston Society of Natural History (ver vol. xi. pp. 197 para una lista) y otros periódicos. Publicó con Louis Agassiz el Principles of Zoology (2ª ed. 1851). Enseñó botánica y zoología en Harvard por dos años. Cuando Charles Lyell visitó EE. UU. con el fin de proseguir investigaciones en geología, de inmediato buscó la ayuda de Gould como un compañero de trabajo y coautor.
Gould editó The terrestrial air-breathing mollusks of the United States, and the adjacent territories of North America - Volumen 1 (1851-1855) de Amos Binney (1803-1847). Y tradujo el Genera of Shells de Jean-Baptiste Lamarck, en 1833.
Los dos monumentales más importantes de su trabajo científico, fueron Mollusca and Shells (vol. xii, 1852) de la Expedición de Exploración de EE. UU. 1838-1842 bajo teniente Charles Wilkes (1833), publicado por el gobierno, y el Report on the Invertebrata publicado por orden de la legislatura de Massachusetts en 1841. Una segunda edición de este último texto se autorizó en 1865, y se publicó en 1870, postmortem.
En 1860, Gould también informó sobre conchas recogidas por el North Pacific Exploring and Surveying Expedition.
Muy religioso, fue miembro de la iglesia Bautista. Describió más de 1.100 nuevas especies.
Sus restos yacen en el "Cementerio Mount Auburn".

## Otras publicaciones
- Gould, A.A. 1833. Lamarck's genera of shells, with a catalogue of species. Boston
- --------------. 1837. Catalogue of Maine shells. First Report, Geology of Maine
- --------------. 1841. A report on the Invertebrata of Massachusetts, comprising the Mollusca, Annelida, and Radiata. Cambridge, Massachusetts. 373 pp. + 212 figs. en 15 planchas
- --------------. 1841. Shells of Massachusetts and their geographical distribution. J. of the Boston Soc. of Natural History 3:483-494
- --------------. 1841. Results of an examination of the shells of Massachusetts. J. of the Boston Soc. of Natural History ?:488-489
- --------------. 1843. Monograph of the species of the genus Pupa found in the United States. Boston J. of Natural History 3(395) & 4 (350):1-18 pp. + 2 planchas
- --------------. 1843. New species of Mollusca from Tavoy, British Burmah. Proc. of the Boston Soc. of Natural History 1 (17):139-141
- --------------. 1843. Descriptions of two species of Anodon from the river Salwen, in British Burmah, sent to him by Rev. F. Mason. Proc. of the Boston Soc. of Natural History 1 (18):160
- --------------. 1844. Descriptions of two species of Anodon from the river Salwen, in British Burmah, sent to him by Rev. F. Mason. (cont.) Proc. of the Boston Soc. of Natural History 1 (19):161
- --------------. 1845. Descriptions of recent shells collected by Mr. John Bartlett in the Everglades of Florida. Proc. of the Boston Soc. of Natural History 2 (7):53
- --------------. 1846. A collection of shells, sent from Tavoy, in Burmah, by the Rev. Mr. Mason. Proc. of the Boston Soc. of Natural History 2 (11):98-100
- --------------. 1847. Descriptions of new shells from Burmah. Proc. of the Boston Soc. of Natural History 2 (19):218-220
- --------------. 1847. Descriptions of Melania, from the collection of the Exploring Expedition. Proc. of the Boston Soc. of Natural History 2 (19):222-225
- --------------. 1847. Descriptions of Melania, from the collection of the Exploring Expedition. Proc. of the Boston Soc. of Natural History 2 (20):222-225
- --------------. 1848. Descriptions of shells found in Connecticut, collected and named by the late Rev. J. H. Linsley. Am. J. of Sci. and Arts 56 (17):233-236
- --------------. 1850. Catalogue and descriptions of the shells of Lake Superior, pp. 243-245 in "Lake Superior, por L. Agassiz
- --------------. 1850. Shells from the United States Exploring Expedition. Proc. of the Boston Soc. of Natural History 3 (19):292-296
- --------------. 1851. Descriptions of new species of Mollusca from California and Mexico. Proc. of the Boston Soc. of Natural History 4 (6):87-93
- --------------. 1852. Report on the Mollusca collected by the Wilkes' United States Exploring Expedition. 1 vol. 510 pp.
- --------------. 1853. Descriptions of shells from the Gulf of California and the Pacific coasts of Mexico and California. J. of the Boston Soc. of Natural History 6:374-407
- --------------. 1855. New species of land and fresh-water shells from western (N.) America (cont.) Proc. of the Boston Soc. of Natural History 5 (15):228-229
- --------------. 1855. New species of land and fresh-water shells from western (N.) America. Proc. of the Boston Soc. of Natural History 5 (8-9):127-130
- --------------. 1856. Descriptions of new species of shells. Proc. of the Boston Soc. of Natural History 6 (1):11-16
- --------------. 1856-1862. United States exploring expedition. During the years 1838, 1839, 1840, 1841, 1842. Atlas. Mollusca and Shells. Filadelfia, Pensilvania
- --------------. 1860. Elephant folio of plates from "Report on the Mollusca collected by the Wilkes' United States Exploring Expedition." 51 planchas coloreadas
- --------------. 1862. Otia Conchologica: Descriptions of shells and mollusks, from 1839 to 1862. Gould & Lincoln, Boston 256 pp.
- --------------. 1870. Report on the Invertebrata of Massachusetts, 2ª ed. comprende Mollusca. W.G. Binney, Ed. Wright & Potter, State Printers, Boston. 524 pp. + 12 plates
- --------------, P.P. Carpenter. 1856. Descriptions of shells from the Gulf of California and the Pacific coasts of Mexico and California. Part II. Proc. of the Zoological Soc. of London 1856 (24): 198-208

## Honores
Fue miembro correspondiente de todas las importantes sociedades científicas de EE. UU., y de muchas de Europa, incluyendo la Royal Society de Londres.